# Kushida
Yujiro Kushida (櫛田 雄二郎 Kushida Yujiro?) (12 de mayo de 1983), también conocido por su nombre artístico Kushida (usualmente estilizado en mayúsculas como KUSHIDA), es un luchador de lucha libre profesional y artes marciales mixtas japonés quien trabaja actualmente en New Japan Pro-Wrestling (NJPW). Trabajó para la WWE en las marcas NXT 2.0 y 205 Live. También es conocido por su trabajo en la empresa Ring of Honor (ROH) y en el Consejo Mundial de Lucha Libre (CMLL).  
Kushida ha sido seis veces Campeón Peso Pesado Junior de la IWGP, una vez Campeón Mundial Televisivo de ROH y tres veces Campeón en Parejas Peso Pesado Junior de la IWGP con Alex Shelley en dos ocasiones y con Kevin Knight en una ocasión. Fue dos veces ganador del torneo Best of the Super Juniors en 2015 y 2017 y fue el ganador del Super Junior Tag Tournament junto a Alex Shelley.

## Carrera en las artes marciales mixtas
Yujiro entrenó en el Takada Dojo de Nobuhiko Takada para cumplir su sueño de ser luchador profesional. Gracias al entrenamiento en shoot wrestling y artes marciales mixtas (MMA) al que el dojo se dedicaba, Kushida hizo su debut en la empresa de MMA ZST en enero de 2003. Su carrera en ZST fue corta pero exitosa, ganando el ZST Genesis Light Weight Tournament en 2004. Se le ofreció continuar en el mundo de las artes marciales mixtas, pero Kushida lo rechazó a fin de continuar en la lucha libre profesional, tal y como había deseado.

## Carrera en la lucha libre profesional
Después de dejar ZST, Kushida se desplazó por sí mismo a México para entrenar en la lucha libre mexicana, compitiendo en una docena de empresas independientes bajo el nombre de YUJIRO. En febrero de 2006, Kushida regresó a Japón, con un estilo renovado.

### HUSTLE (2006-2008)
Nada más volver de México, Kushida fue avistado por TAJIRI y Hiroshi Nagao, quienes le convencieron de presentarse a las audiciones de HUSTLE, la empresa dirigida por su maestro Nobuhiko Takada. Yujiro pasó exitosamente las pruebas e hizo su debut bajo el nombre de KUSHIDA, formando parte de un trío con TAJIRI y con \(^o^)/ Chie, todos ellos miembros de la facción face HUSTLE Army. Haciendo equipo con TAJIRI, quien se convirtió en su mentor, KUSHIDA tuvo su primer combate oficial contra Aka Onigumo & Ao Onigumo, consiguiendo la victoria y haciéndose altamente popular gracias a su juventud y habilidad. Tras ello, KUSHIDA anotaría varias nuevas victorias en combates, pero su racha se rompió cuando debió enfrentarse a su propio sensei, TAJIRI, cuando éste fue mentalmente controlado (kayfabe) por Yinling, integrante del grupo heel Monster Army. Chie y KUSHIDA continuaron haciendo equipo e intentando liberar a su maestro del control de Yinling, lo cual finalmente consiguieron a finales de 2007. Debido a las secuelas de TAJIRI, KUSHIDA y Chie se aliaron con otro veterano, Ryoji Sai, y continuaron luchando a su lado hasta el retorno del primero.
En 2008, TAJIRI y sus aprendices entraron en feudos con varios grupos del Monster Army, compitiendo contra ellos durante buena parte del año. En julio, el trío se enfrentó con un grupo independiente compuesto por Bono-chan, A-chan & Yoshie-chan, quien les derrotó en su primer combate; sin embargo, KUSHIDA y su grupo salieron victoriosos gracias a la ayuda de Wataru Sakata. Tras ello, Chie y KUSHIDA anotarían otro tanto contra los veteranos Dump Matsumoto & Private Shoji. Posteriormente, KUSHIDA entró en una enemistad con el también joven miembro del Monster Army Ray Ohara, quien poseía en ese momento el NWA International Junior Heavyweight Championship. A pesar de enfrentarse contra él en varias ocasiones por su campeonato, KUSHIDA no logró derrotarle, estipulándose un combate por el título en HUSTLE Tour 2009 en el que si Yujiro perdía, estaría obligado a dejar HUSTLE para siempre. Durante el evento, y a pesar de su esfuerzo, KUSHIDA fue derrotado, recibiendo una despedida de todo el HUSTLE Army y abandonando la empresa. La misma noche, Kushida fue liberado de su contrato.

### All Japan Pro Wrestling (2007-2008)
El 15 de julio de 2007, Kushida debutó por All Japan Pro Wrestling bajo su auténtico nombre, siendo derrotado por Miguel Hayashi, Jr. Tras ello, Kushida firmó un contrato con AJPW y comenzó a luchar de forma regular, alternando con sus apariciones en HUSTLE. Formando parte del plantel de novatos de la promoción, Kushida se enfrentó a luchadores como Katsuhiko Nakajima, Joe Doering y MAZADA. Después de vencer a T28, sin embargo, Yujiro fue ascendido y comenzó a hacer equipo con Keiji Muto y sus aliados para enfrentarse a Voodoo Murders.
En febrero de 2008, Kushida volvió a la empresa después de una prolongada ausencia -ahora como KUSHIDA- e hizo equipo con T28 para participar en el U-30 Tag Team Tournament, torneo que ganaron tras derrotar en la final a Daichi Kakimoto & Manabu Soya. Por ello, KUSHIDA y T28 lograron un hueco en la AJPW 2008 Junior Tag League, donde consiguieron un número notable de victorias, a pesar de no poder ganar. Poco después, Yujiro finalizó su contrato con AJPW.

### Osaka Pro Wrestling (2008)
A su salida de AJPW, KUSHIDA comenzó a aparecer en Osaka Pro Wrestling representando a HUSTLE, muchas veces acompañado de su mentor TAJIRI o de otros miembros del HUSTLE Army. Allí, KUSHIDA se enfrentó al grupo heel Blood and Guts, así como al tag team Sengoku (Hideyoshi & Masamune). Durante el Osaka Tag Festival 2008, KUSHIDA & TAJIRI llegaron a la semifinal tras derrotar a Hikaru Sato & Takaku Fuke, pero fueron vencidos poco después por Blood and Guts (Daisuke Harada & Zeus). Más tarde, KUSHIDA formó un equipo con Billy Ken Kid y Tsubasa, luchando a su lado hasta el fin de sus apariciones en OPW.

### Circuito independiente (2009-2010)
En 2009, Yujiro comenzó a luchar en empresas de Estados Unidos, contándose entre ellas Border City Wrestling y Chikara.

### SMASH (2010-2011)
Después del cierre de HUSTLE, y de que varios de sus antiguos miembros creasen SMASH, Kushida comenzó a aparecer en la nueva promoción, derrotando a su viejo rival Hajime Ohara en el primer evento de la compañía. Después de su debut, Kushida compitió contra luchadores de múltiples países, enfrentándose incluso a Mike Mondo, poseedor del OVW Heavyweight Championship, en una lucha titular, aunque sin conseguirlo. En marzo de 2011, Yujiro fue derrotado por Ohara en lo que sería su último combate en la empresa.

### New Japan Pro-Wrestling (2010-2019)

#### 2010-2011
La primera aparición de KUSHIDA en New Japan Pro-Wrestling fue durante el Super J Tag Tournament, en el que hizo equipo con Gedo; aunque derrotaron a Kota Ibushi & Austin Creed, fueron eliminados en la semifinal por Apollo 55 (Prince Devitt & Ryusuke Taguchi).
Un mes más tarde, KUSHIDA participó en el Best Of The Super Juniors XVII, pero no consiguió demasiadas victorias. Sin desanimarse, KUSHIDA hizo equipo con su mentor TAJIRI y con Hiroshi Tanahashi para competir en J Sports Crown Openweight Six Man Tag Team Tournament 2010, donde lograron llegar a la final, pero sin pasar de ella. A partir de entonces, KUSHIDA competiría de forma regular en NJPW como face, enfrentándose junto a muchos otros al grupo heel CHAOS. En marzo de 2011, KUSHIDA firmó un contrato exclusivo con la empresa, ascendiendo rápidamente de estatus dentro de ella. Su siguiente participación fue en Best Of The Super Juniors XVIII, donde KUSHIDA obtuvo importantes victorias contra Daisuke Sasaki, Kota Ibushi, Gedo, TAKA Michinoku y Máscara Dorada, pero de nuevo no logró ganar en la final.
El 25 de febrero de 2011, se anunció que Kushida, con la bendición de Tajiri, abandonaría Smash y se convertiría en miembro de tiempo completo de la lista de New Japan, comenzando el 1 de abril. El 19 de marzo, Kushida desafió sin éxito al Príncipe Devitt por el Campeonato Peso Pesado Junior de la IWGP. El 26 de mayo, Kushida entró al torneo Best of the Super Juniors de 2011. Después de ganar cinco de sus ocho asaltos en la etapa de robin, terminó cuarto de los nueve luchadores en su bloque, perdiendo por poco las semifinales del torneo. Kushida luego pasó a competir en el J Sports Crown Openweight 6 Man Tag Tournament 2011 con Hiroshi Tanahashi y Máscara Dorada. Sin embargo, el trío fue derrotado en la segunda ronda por Jushin Thunder Liger, Karl Anderson y Giant Bernard. El 27 de agosto de 2011, participó en la Copa Destroyer, una batalla real especial en All Together . El 19 de septiembre, Kushida estaba preparado para desafiar a Kota Ibushi por el Campeonato Peso Pesado Junior de la IWGP, pero una semana antes, se vio obligado a retirarse del combate y dejar vacante el título, luego de dislocarse el hombro izquierdo. Kushida fue reservado en un combate por decisión contra el excampeón Prince Devitt para determinar un nuevo campeón. El 19 de septiembre, Kushida fue derrotado por el Prince Devitt en una lucha por el vacante título. El 12 de noviembre en Power Struggle, Kushida y Tiger Mask desafiaron sin éxito a Davey Richards y Rocky Romero por el Campeonato en Parejas Peso Pesado Junior de la IWGP.

#### 2012-2014
En Wrestle Kingdom VI, Kushida participó en su primer combate el 4 de enero formando equipo con Jushin Thunder Liger, Tiger Mask IV y Máscara Dorada para derrotar a Atlantis, Valiente y Suzuki-gun (Taichi & Taka Michinoku). Liger ganó venciendo a Valiente. El 21 de enero, Kushida regresó después del período de descanso de NJPW para participar en los eventos de FantasticaMania 2012 haciendo equipo con Hirooki Goto, derrotando a Máscara Dorada y Rush. La segunda noche, Kushida perdió ante Máscara Dorada en una lucha por el Campeonato Mundial de Peso Wélter del CMLL. El 27 de mayo, Kushida participó en el torneo Best of the Super Juniors de 2012, luego de un fuerte comienzo que venció a tres de sus primeros cuatro oponentes, que incluían al Prince Devitt, Kushida continuaría perdiendo la mayoría de sus luchas restantes, lo que, al final, le dio ocho puntos, una vez más, perdiendo por poco la semifinal. El 22 de julio, Kushida obtuvo una gran victoria, cuando derrotó al Campeón Peso Pesado Junior de la IWGP Low Ki en una lucha no titular. Sin embargo, Low Ki se programó primero en defender su título contra Kota Ibushi y cuando, el 29 de julio, Ibushi se convirtió en el nuevo campeón, Kushida se adelantó y lo desafió a la lucha por el título prevista inicialmente para septiembre de 2011. El 26 de agosto, Kushida regresó a los Estados Unidos, cuando luchó en un evento de Sacramento Wrestling Federation (SWF) en Gridley, California, luchando contra el campeón de SWF Dave Dutra para un sorteo de límite de tiempo.
Durante el viaje a Estados Unidos, Kushida también formó un nuevo equipo con Alex Shelley, que lo salvó de los Campeón en Parejas Peso Pesado Junior de la IWGP Forever Hooligans (Alex Koslov y Rocky Romero). El 7 de septiembre, Kushida se enfrentó a Ibushi en una lucha por el Campeonato Peso Pesado Junior de la IWGP y salió derrotado. El 8 de octubre en King of Pro-Wrestling, Kushida y Alex Shelley desafiaron sin éxito a Forever Hooligans por el Campeonato en Parejas Peso Pesado Junior de la IWGP. El 21 de octubre, los Time Splitters entraron en el Super Jr. Tag Tournament 2012, derrotando a Jado y Gedo en su primer partido de la ronda.

#### 2018-2019
En Wrestle Kingdom 12, no pudo recuperar el título de Marty Scurll en un partido de cuatro vías que también incluyó a Hiromu Takahashi y Will Ospreay, quienes ganaron el campeonato fijando a Scurll. Kushida consiguió otra revancha para el título el 4 de mayo en Wrestling Dontaku, pero fue derrotado nuevamente por Ospreay. A finales de ese mes, ingresó al torneo Best of the Super Juniors de 2018. Terminó el torneo con 4 victorias y 3 derrotas, no pudiendo avanzar a las finales. Después de que el Campeonato IWGP Juvenil de peso pesado fuera desocupado cuando Hiromu Takahashi sufrió una lesión en el cuello durante una exitosa defensa del título contra Dragon Lee en el Especial G1 en San Francisco, Kushida participó en un torneo de cuatro hombres para coronar un nuevo campeón. Derrotó a Bushi en las semifinales el 23 de septiembre en Destruction In Kobe y se enfrentaría al otro semifinalista Marty Scurll en King of Pro-Wrestling el 8 de octubre, a quien derrotó en el evento para ganar el Campeonato IWGP Junior de peso pesado para el sexto puesto. hora. Sin embargo, perdió el título contra Taiji Ishimori en Wrestle Kingdom 13. El 7 de enero de 2019 anunció que dejaría New Japan Pro-Wrestling a fines de mes.

### Consejo Mundial de Lucha Libre (2016)
El 1 de junio de 2016, la empres mexicana Consejo Mundial de Lucha Libre (CMLL) de México anunció a Kushida como participante en el Gran Premio Internacional de 2016. El 25 de junio, Kushida llegó a las semifinales del torneo del Campeonato Mundial de Lucha Libre Elite, antes de perder contra Volador Jr.  El 1 de julio, Kushida participó en el Gran Premio Internacional 2016, del cual fue eliminado por La Máscara. El 8 de julio, Kushida desafió infructuosamente a Volador Jr. por el Campeonato Mundial Histórico de Peso Wélter de la NWA.
El 12 de julio, Kushida y Marco Corleone ganó un torneo por equipos de una noche, derrotando a Rey Escorpión y Shocker en la final. El torneo concluyó su gira mexicana.

### WWE (2019-2022)

#### NXT (2019-2022)
Después de meses de rumor de interés en Kushida por la empresa estadounidense WWE, la firma de Kushida se anunció oficialmente en una conferencia de prensa en la ciudad de Nueva York unos días antes de WrestleMania 35 el 5 de abril de 2019.
Fue asignado a NXT y su debut se produjo en el episodio del 1 de mayo de 2019 de NXT, donde derrotó a Kassius Ohno. En el episodio del 15 de mayo de NXT, Kushida derrotó a Kona Reeves. En el episodio del 29 de mayo de NXT Kushida derrotó al luchador de 205 Live, Drew Gulak. 
En NXT TakeOver: Vengeance Day el 14 de febrero de 2021 se enfrentó a Johnny Gargano por el Campeonato Norteamericano de NXT, sin embargo perdió. El 7 de abril de 2021 en la Noche 1 de NXT TakeOver: Stand & Deliver, fue derrotado por Pete Dunne. Seis días después el 13 de abril, en el debut de NXT en los martes, aceptó el reto abierto de Santos Escobar por el Campeonato Peso Crucero de NXT, derrotándolo y ganando el Campeonato Peso Crucero por primera vez. La siguiente semana en NXT, realizó un reto abierto por el campeonato, el cual fue aceptado por Oney Lorcan. KUSHIDA derrotó a Lorcan para retener el campeonato, después de lo cual fue atacado por Legado del Fantasma (Santos Escobar, Joaquin Wilde & Raúl Mendoza), pero fue salvado por los Campeones en Parejas de NXT MSK (Nash Carter & Wes Lee). En el NXT emitido el 11 de mayo, derrotó a Santos Escobar en un 2 Out 3 Falls Match y retuvo el Campeonato Peso Crucero de NXT, en el NXT emitido el 1 de junio, derrotó a Carmelo Hayes reteniendo el Campeonato Peso Crucero de NXT, en el NXT emitido el 15 de junio, derrotó a Trey Baxter y reteniendo Campeonato Peso Crucero de NXT. Hizo su regreso en el NXT 2.0 emitido el 14 de septiembre, después de estar inactivo por padecer COVID-19, rentando a Roderick Strong a un combate por el Campeonato Peso Crucero de NXT, continuando el feudo contra Strong, la siguiente semana en NXT 2.0, perdió el Campeonato Peso Crucero de NXT ante Roderick Strong.
En el primer episodio estreno de NXT Level Up emitido el 18 de febrero, fue derrotado por a Edris Enofé, después del combate, se dieron la mano y se abrazaron en señal de respeto la siguiente semana en Level Up, junto a Ikemen Jiro fueron derrotados por Harland & Joe Gacy. El 18 de abril de 2022, Kushida dejó la WWE después de que expirara su contrato.

#### 205 Live (2019-2022)
Kushida hizo su debut en 205 Live en el episodio del 10 de septiembre de 2019, como el compañero de equipo de Jack Gallagher para derrotar a Brian Kendrick & Akira Tozawa.
En el 205 Live del 13 de marzo, siendo parte del Team NXT, junto a Tyler Breeze, Isaiah "Swerve" Scott, Oney Lorcan & Danny Burch se enfrentaron al Team 205 Live Originals(Tony Nese, Mike Kanellis, Jack Gallagher, The Brian Kendrick & Ariya Daivari) en un 10-Man Tag Team Elimination Match, eliminando por último a Jack Gallagher, ganando el combate, quedando junto a Scott. En el 205 Live emitido el 3 de abril, derrotó a Danny Burch,
Regresó en el 205 Live emitido el 6 de agosto de 2021, derrotando a Ari Sterling en un combate no titular. Meses después, en el 205 Live emitido el 5 de noviembre, junto a Ikemen Jiro fueron derrotados por Grizzled Young Veterans (James Drake & Zack Gibson). En el 205 Live emitido el 3 de diciembre, junto a Ikemen Jiro fueron derrotados por Diamond Mine (Brutus & Julius)
Ya en 2022, en el 205 Live. emitido el 4 de febrero, derrotó a Damon Kemp siendo su último combate en 205 Live, y su última aparición sería acompañando a su amigo Ikemen Jiro en su combate contra Trick Williams en el último episodio de 205 Live.
El 18 de abril de 2022, Kushida dejó la WWE después de que expirara su contrato.

### Regreso a New Japan Pro-Wrestling (2022-presente)
Kushida regresó a NJPW el 21 de junio durante el evento New Japan Road. En el evento, Taiji Ishimori defendió con éxito su título contra Hiromu Takahashi en el evento principal. Luego apareció Kushida y reveló que había firmado con NJPW y que pasaría el resto de su carrera en la empresa.

### All Elite Wrestling (2023)
Kushida hizo su debut en All Elite Wrestling en la edición del 18 de enero de 2023 de Dynamite, desafiando a Darby Allin por el Campeonato TNT de AEW, en un esfuerzo fallido.

## En lucha
- Movimientos finales
  - Back to the Future[30] (Small package driver)[31][32] 2017–presente
  - Hoverboard Lock (Kimura lock)
  - KUSHIDA Lock[2] / 9469[2] (Modified camel clutch) - 2010-2013
  - Midnight Express[1] (Diving corkscrew moonsault) - 2010-presente
  - Supernova Press[2] (Diving moonsault)[1][2] - 2006-2010

- Movimientos de firma
  - Supernova Rana[33] (Hurricanrana, a veces desde una posición elevada)[1][2]
  - Ankle lock[2]
  - Arm drag
  - Arm wrench inside cradle pin
  - Cartwheel back elbow smash
  - Cross armbar[34]
  - Diving double foot stomp
  - Diving moonsault, a veces desde el suelo[2]
  - Double knee backbreaker[2]
  - Handspring back elbow smash[2]
  - Kip-up
  - Kneeling gutbuster
  - Octopus hold
  - Over the top rope suicide somersault senton[2]
  - Running double high knee strike al pecho de un oponente arrinconado[1][2]
  - Slingshot somersault senton,[2] a veces hacia fuera del ring
  - Spinning sitout sleeper slam
  - Springboard back elbow smash
  - Standing backflip three-quarter facelock falling inverted DDT[2]
  - Standing corkscrew moonsault[2]
  - Suicide senton bomb
  - Tilt-a-whirl headscissors DDT
  - Varios tipos de kick:
    - Buzzsaw Kick[35] (High-speed roundhouse a la cabeza de un oponente sentado o levantándose)
    - Backflip, a veces precedida de handspring
    - Cartwheel low-angle drop a la cara de un oponente sentado
    - Drop, a veces desde una posición elevada
    - Enzuigiri
    - Handstand wheel a un oponente fuera de las cuerdas
    - Step-up enzuigiri[1][2]
    - Super

  - Varios tipos de suplex:
    - Bridging full Nelson[36]
    - Bridging German
    - Briding northern lights[2]
    - Leg hook belly to back
    - Vertical

- Mánagers
  - TAJIRI
  - Hitomi Kaikawa

- Apodos
  - "Tornado Kid"[1]
  - "New Japan Supernova"
  - "HUSTLE Supernova"
  - "Time Splitter"[37]
  - "The Ace of the Jrs"

- Temas de entrada
  - "Red Star (Underscore)" por Chris Goulstone (NXT) [2019]
  - "New Moon" por def rebel (NXT / WWE) [2019 - 2022]

## Campeonatos y logros

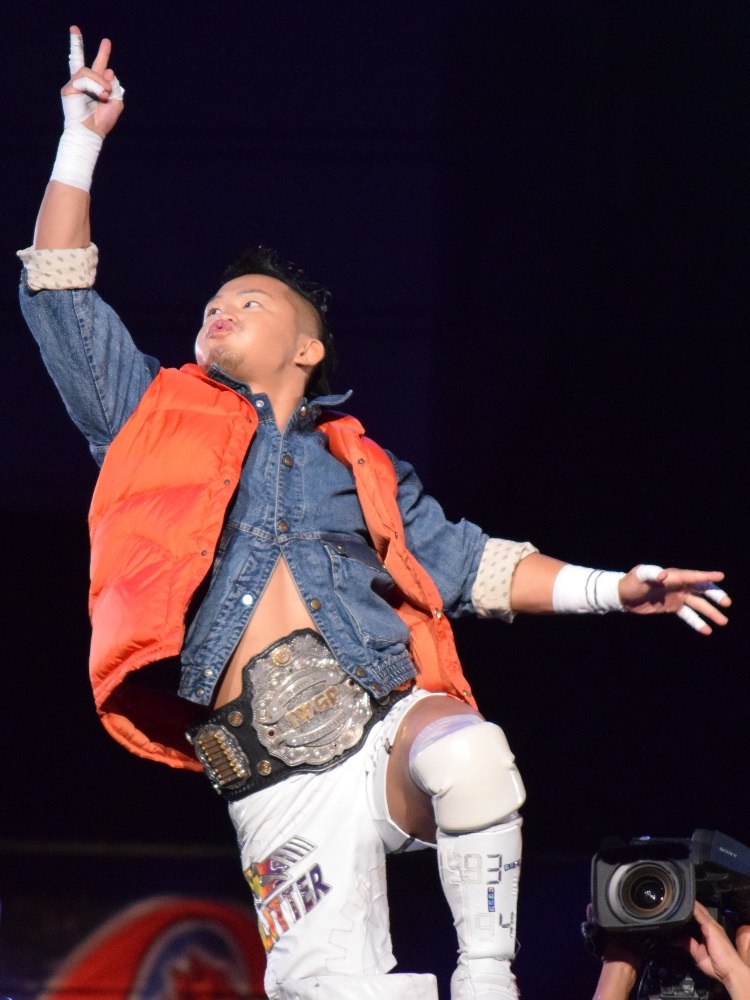
Kushida como Campeón Peso Pesado Junior de la IWGP.

### Artes marciales mixtas
- ZST
  - ZST Genesis Lightweight Tournament (2004)

### Lucha libre profesional
- All Japan Pro Wrestling
  - U-30 Tag Team Tournament (2008) – con T28

- New Japan Pro-Wrestling
  - IWGP Junior Heavyweight Championship (6 veces)[38]
  - IWGP Junior Heavyweight Tag Team Championship (3 veces) – con Alex Shelley[39] (2) y con Kevin Knight (1)
  - Best of the Super Juniors (2015 y 2017)
  - Super J-Cup (2016)
  - Super Junior Tag Tournament (2012) - con Alex Shelley

- Ring of Honor
  - ROH World Television Championship (1 vez)[38]

- WWE
  - NXT Cruiserweight Championship (1 vez)

- Pro Wrestling Illustrated
  - Situado en el Nº122 en los PWI 500 de 2013[40]
  - Situado en el Nº116 en los PWI 500 de 2014[41]
  - Situado en el Nº34 en los PWI 500 de 2015[42]
  - Situado en el Nº48 en los PWI 500 de 2016[43]
  - Situado en el Nº20 en los PWI 500 de 2017[44]
  - Situado en el Nº45 en los PWI 500 de 2018

- Wrestling Observer Newsletter
  - Lucha 5 estrellas (2017) vs. Will Ospreay el 3 de junio

## Récord en artes marciales mixtas
| Resultado | Récord | Oponente          | Método                      | Evento                         | Fecha                   | Ronda | Tiempo | Localización |
| --------- | ------ | ----------------- | --------------------------- | ------------------------------ | ----------------------- | ----- | ------ | ------------ |
| Empate    | 6-0-2  | Shinya Sato       | Empate                      | ZST - Grand Prix 2 Final Round | 23 de enero de 2005     | 3     | 3:00   | Tokio, Japón |
| Victoria  | 6-0-1  | Takahiro Uchiyama | Sumisión (cross armbar)     | ZST - Battle Hazard 1          | 4 de julio de 2004      | 2     | 3:10   | Tokio, Japón |
| Victoria  | 5-0-1  | Takahiro Uchiyama | Decisión (unánime)          | ZST - Grand Prix Final Round   | 11 de enero de 2004     | 1     | 5:00   | Tokio, Japón |
| Victoria  | 4-0-1  | Norimasa Isozaki  | Sumisión (rear naked choke) | ZST - Grand Prix Final Round   | 11 de enero de 2004     | 1     | 1:37   | Tokio, Japón |
| Victoria  | 3-0-1  | Tomohiko Hori     | Decisión (unánime)          | ZST - Grand Prix Final Round   | 11 de enero de 2004     | 1     | 5:00   | Tokio, Japón |
| Victoria  | 2-0-1  | Chikara Uehara    | Decisión (unánime)          | ZST - Grand Prix Opening Round | 23 de noviembre de 2003 | 1     | 5:00   | Tokio, Japón |
| Empate    | 1-0-1  | Tomohiko Hori     | Empate                      | ZST - The Battlefield 4        | 7 de julio de 2003      | 1     | 5:00   | Tokio, Japón |
| Victoria  | 1-0    | Kenji Mizuno      | Descalificación             | ZST - The Battlefield 3        | 1 de junio de 2003      | 1     | 3:13   | Tokio, Japón |